# Dublin City University
Dublin City University (iriska: Ollscoil Chathair Bhaile Átha Cliath) är ett universitet i republiken Irlands huvudstad Dublin.